# ویتنی انگن
ویتنی الیزابت انگن (انگلیسی: Whitney Elizabeth Engen؛ زادهٔ ۲۸ نوامبر ۱۹۸۷) یک بازیکن فوتبال اهل ایالات متحده آمریکا است.
از باشگاه‌هایی که در آن بازی کرده‌است می‌توان به شیکاگو رد استارز، وسترن نیویورک فلش، تیرسو اف‌اف، هیوستون دش، وسترن نیویورک فلش اشاره کرد.
وی از سال ۲۰۱۱ در تیم ملی فوتبال زنان ایالات متحده آمریکا بازی کرده‌است.